# Iphigénie en Aulide
Iphigénie en Aulide (deutsch Iphigenie in Aulis; GluckWV 1.42) ist eine Oper in drei Akten von Christoph Willibald Gluck auf ein Libretto von François-Louis Gand Le Bland Du Roullet nach Jean Racines Tragödie Iphigénie (1674). Die Uraufführung fand am 19. April 1774 unter der Leitung des Komponisten in der Pariser Oper statt. Die Oper behandelt einen Stoff der griechischen Mythologie um den griechischen Heerführer Agamemnon und seine Tochter Iphigénie.

## Handlung
Das griechische Heer des Agamemnon wird auf Aulis von ungünstigen Winden festgehalten. Das Orakel der Göttin Diana verlangt als Gegengabe für die Freilassung seines Heeres die Opferung seiner Tochter Iphigénie. Agamemnon versucht verzweifelt sich dieser Verpflichtung zu entziehen, doch seine Tochter ist im Dienst der Sache des Vaterlandes zum Tode bereit. Schließlich ist die Göttin vom Gehorsam Iphigénies versöhnt und verzichtet auf das Opfer.

## Gestaltung

### Instrumentation
Die Orchesterbesetzung der Oper enthält die folgenden Instrumente:
- Holzbläser: zwei Flöten, zwei Oboen, zwei Klarinetten, zwei Fagotte
- Blechbläser: zwei Hörner, zwei Trompeten
- Pauken
- Streicher

### Musiknummern
Die Oper enthält die folgenden Musikstücke:
- Ouvertüre – Andante; für Violinen I/II, Viola, Violoncello, Bass; zwei Flöten, zwei Oboen, zwei Fagotte; zwei Hörner, zwei Posaunen; Pauken

Erster Akt
Szene 1
- Rezitativ (Agamemnon): „Diane impitoyable“ – Andante; für Violinen I/II, Viola, Violoncello, Bass
- Arie (Agamemnon): „Brillant auteur de la lumière“ – Moderato; für Violinen I/II, Viola, Violoncello, Bass; zwei Fagotte

Szene 2
- Chor und Solo (Griechen, Anführer der Griechen, Calchas): „C’est trop faire de résistance“ – Allegro (ma non troppo); für Violinen I/II, Viola, Violoncello, Bass; zwei Flöten, zwei Oboen, zwei Fagotte; zwei Hörner
- Rezitativ (Calchas): „D’une sainte terreur“ – Andante; für Violinen I/II, Viola, Violoncello, Bass
- Duett (Calchas, Agamemnon): „Tu veux que par ma main tremblante“ – Moderato; für Violinen I/II, Viola, Violoncello, Bass; zwei Hörner
- Chor und Rezitativ (Griechen, Calchas): „Nommez-nous la victime“ – Presto; für Violinen I/II, Viola, Violoncello, Bass; zwei Flöten, zwei Oboen, zwei Fagotte; zwei Hörner

Szene 3
- Rezitativ (Calchas, Agamemnon): „Vous voyez leur fureur extrême“ – Majestueux; für Violinen I/II, Viola, Violoncello, Bass
- Arie (Agamemnon): „Peuvent-ils ordonner“ – Andante; für Violinen I/II, Viola, Violoncello, Bass; zwei Flöten, zwei Oboen, zwei Fagotte
- Rezitativ (Calchas, Agamemnon): „Vous oseriez être parjure?“

Szene 4
- Chor (Griechen, Agamemnon): „Clytemnestre et sa fille“ – Presto; für Violinen I/II, Viola, Violoncello, Bass; zwei Fagotte
- Arie (Calchas): „Au faîte des grandeurs“ – Andante; für Violinen I/II, Viola, Violoncello, Bass; zwei Fagotte
- Rezitativ (Agamemnon): „Dieux cruels!“
- Chor und Soli (Griechen, Leute aus Aulis, Agamemnon, Calchas): „Que d’attraits“ – „Ma fille, je frémis“ – Andante grazioso; für Violinen I/II, Viola, Violoncello, Bass; zwei Flöten, zwei Oboen, zwei Klarinetten, zwei Fagotte; zwei Hörner
- Chor (Griechen, Leute aus Aulis): „Que d’attraits“ – für Violinen I/II, Viola, Violoncello, Bass; zwei Flöten, zwei Oboen, zwei Klarinetten, zwei Fagotte; zwei Hörner
- Arie (Clytemnestre): „Que j’aime à voir ces hommages flatteurs“ – für Violinen I/II, Viola, Violoncello, Bass; zwei Oboen, zwei Klarinetten, zwei Fagotte; zwei Hörner

Szene 5
- Rezitativ (Clytemnestre): „Demeurez dans ces lieux“
- Chor und Soli (Griechen, drei Griechen): „Non, jamais, jamais aux regards“ – Gracieux, sans lenteur; für Violinen I/II, Viola, Violoncello, Bass; zwei Flöten, zwei Oboen, zwei Fagotte; zwei Hörner
- Arie (Iphigenie): „Les vœux dont ce peuple m’honore“ – Andante; für Violinen I/II, Viola, Violoncello, Bass
- Air – Lentement (mouvement de passepied); für Violinen I/II, Viola, Violoncello, Bass; zwei Flöten, zwei Fagotte

Szene 6
- Rezitativ (Clytemnestre, Iphigénie): „Allez, il faut sauver notre gloire“
- Arie (Clytemnestre): „Armez-vous d’un noble courage“ – Pas trop vite, bien détaché; für Violinen I/II, Viola, Violoncello, Bass; zwei Oboen; zwei Hörner

Szene 7
- Rezitativ (Iphigénie): „L’ai-je bien entendu?“
- Arie (Iphigénie): „Hélas! mon cœur sensible“ – Andante; für Violinen I/II, Viola, Violoncello, Bass

Szene 8
- Rezitativ (Achille, Iphigénie): „En croirai-je mes yeux?“
- Arie (Iphigénie): „Iphigénie, hélas!“ – Moderato; für Violinen I/II, Viola, Violoncello, Bass
- Rezitativ (Achille): „S’il était vrai“
- Arie (Achille): „Cruelle, non, jamais“ – Andante; für Violinen I/II, Viola, Violoncello, Bass
- Rezitativ (Iphigénie): „Mon trouble, mes soupçons“
- Duett (Achille, Iphigénie): „Ne doutez jamais de ma flamme“ – Andante; für Violinen I/II, Viola, Violoncello, Bass; zwei Flöten, zwei Oboen, zwei Fagotte; zwei Hörner

Zweiter Akt
Szene 1
- Chor (Frauen im Gefolge Iphigénies): „Rassurez-vous, belle princesse“ – Grazioso; für Violinen I/II, Viola, Violoncello, Bass; zwei Flöten, zwei Klarinetten, zwei Fagotte; zwei Hörner
- Rezitativ (Iphigénie): „Vous essayez en vain“
- Chor (Frauen im Gefolge Iphigénies): „Rassurez-vous, belle princesse“ – für Violinen I/II, Viola, Violoncello, Bass; zwei Flöten, zwei Klarinetten, zwei Fagotte; zwei Hörner
- Rezitativ (Iphigénie): „Vous essayez en vain“
- Arie (Iphigénie): „Par la crainte et par l’espérance“ – Moderato, gracieux; für Violinen I/II, Viola, Violoncello, Bass

Szene 2
- Rezitativ (Clytemnestre): „Ma fille, votre hymen s’apprête“

Szene 3
- Rezitativ (Achille): „Les auteurs de vos jours“
- Marche – Maestoso, con espressione; für Violinen I/II, Viola, Violoncello, Bass; zwei Flöten, zwei Oboen, zwei Klarinetten, zwei Fagotte; zwei Hörner, zwei Posaunen; Pauken
- Rezitativ (Achille): „Rival de ma valeur“
- Solo und Chor (Achille, Frauen im Gefolge Iphigénies, Thessalier und Thessalierinnen): „Chantez, célébrez votre reine“ – Maestoso; für Violinen I/II, Viola, Violoncello, Bass; zwei Oboen, zwei Fagotte; zwei Hörner, zwei Posaunen; Pauken
- Air gai (Danse) – für Violinen I/II, Viola, Violoncello, Bass; zwei Flöten, zwei Oboen, zwei Klarinetten, zwei Fagotte; zwei Hörner
- Arie (eine Griechin): „Achille est couronné“ – Con espressione; für Violinen I/II, Viola, Violoncello, Bass
- Chor (Frauen im Gefolge Iphigénies, Thessalier und Thessalierinnen): „Ami sensible, ennemi redoutable“ – Andante; für Violinen I/II, Viola, Violoncello, Bass; zwei Oboen, zwei Klarinetten, zwei Fagotte; zwei Hörner, zwei Posaunen; Pauken
- Air: Moderato – für Violinen I/II, Viola, Violoncello, Bass; zwei Oboen, zwei Fagotte; zwei Hörner
- Ballet: Gravement – für Violinen I/II, Viola, Violoncello, Bass; zwei Oboen
- Ballet: Lentement – für Violinen I/II, Viola, Violoncello, Bass; zwei Fagotte
- Mouvement de Chaconne – Un peu animé; für Violinen I/II, Viola, Violoncello, Bass; zwei Oboen, zwei Klarinetten, zwei Fagotte; zwei Hörner, zwei Posaunen; Pauken
- Gavotte gracieuse – für Violinen I/II, Viola, Violoncello, Bass; zwei Fagotte
- Chor (Sklavinnen aus Lesbos): „Les filles de Lesbos“ – Grazioso; für Violinen I/II, Viola, Violoncello, Bass; zwei Oboen, zwei Fagotte
- Rezitativ (Iphigénie): „Venez et vous serez mes compagnes fidèles“
- Air pour les Esclaves (für die Sklavinnen) – Allegretto, sans presser; für Violinen I/II, Viola, Violoncello, Bass; zwei Flöten, zwei Oboen, zwei Klarinetten; zwei Hörner – Allegro; für Violinen I/II, Viola, Violoncello, Bass; zwei Flöten, zwei Oboen, zwei Klarinetten; zwei Hörner
- Quartett und Chor (Iphigénie, Clytemnestre, Achille, Patrocle, Frauen im Gefolge Iphigénies, Thessalier und Thessalierinnen): „Jamais à tes autels“ – Maestoso (lentement); für Violinen I/II, Viola, Violoncello, Bass; zwei Oboen, zwei Fagotte; zwei Hörner

Szene 4
- Rezitativ und Chor (Achille, Arcas, Clytemnestre, Iphigénie, Frauen im Gefolge Iphigénies, Thessalier und Thessalierinnen): „Princesse, pardonnez à mon impatience“ – „Fut-il jamais conçu“
- Arie (Clytemnestre): „Par un père cruel à la mort condamnée“ – Sans presser, léger; für Violinen I/II, Viola, Violoncello, Bass; Solo-Oboe
- Rezitativ (Achille, Iphigénie): „Reine, rassurez-vous“
- Terzett (Iphigénie, Clytemnestre, Achille): „C’est mon père, seigneur“ – Un peu animé; für Violinen I/II, Viola, Violoncello, Bass; zwei Flöten, zwei Oboen, zwei Fagotte; zwei Hörner

Szene 5
- Rezitativ (Achille, Patrocle): „Suis-moi, Patrocle!“
- Arie (Achille): „Cours et dis-lui“ – Allegro; für Violinen I/II, Viola, Violoncello, Bass

Szene 6
- Rezitativ (Achille, Agamemnon): „Je le vois“
- Duett (Agamemnon, Achille): „De votre audace téméraire“ – Presto animé; für Violinen I/II, Viola, Violoncello, Bass; zwei Oboen, zwei Fagotte; zwei Hörner
- Rezitativ (Achille): „Je n’ai plus qu’un mot à vous dire“

Szene 7
- Rezitativ (Agamemnon): „Tu décides son sort“ – Plus animé; für Violinen I/II, Viola, Violoncello, Bass; zwei Flöten, zwei Oboen, zwei Fagotte; zwei Hörner
- Arie (Agamemnon): „Ô toi, l’objet le plus aimable“ – Moderato, lent et gracieux; für Violinen I/II, Viola, Violoncello, Bass; zwei Flöten, zwei Oboen, zwei Fagotte

Dritter Akt
Szene 1
- Chor und Soli (Frauen im Gefolge Iphigénies, Griechen, Iphigénie, Arcas): „Non, non, nous ne souffrirons pas“ - Presto, vivement; für Violinen I/II, Viola, Violoncello, Bass; zwei Oboen, zwei Fagotte; zwei Hörner

Szene 2
- Rezitativ (Iphigénie): „Ne tenez point des efforts impuissants“

Szene 3
- Rezitativ (Achille, Iphigénie): „Princesse, suivez-moi“
- Arie (Iphigénie): „Il faut de mon destin“ – Andante sostenuto; für Violinen I/II, Viola, Violoncello, Bass; zwei Hörner
- Rezitativ (Achille, Iphigénie): „Et vous m’aimez!“
- Arie (Iphigénie): „Adieu: conservez dans votre âme“ – Lent – Moderato; für Violinen I/II, Viola, Violoncello, Bass; zwei Fagotte
- Rezitativ (Achille, Iphigénie): „Sans vous Achille pourrait vivre?“
- Arie (Achille): „Calchas, d’un trait mortel percé“ – Allegro, vivement, sans presser; für Violinen I/II, Viola, Violoncello, Bass; zwei Flöten, zwei Oboen, zwei Fagotte; zwei Hörner, zwei Posaunen; Pauken

Szene 4
- Rezitativ und Chor (Iphigénie, Frauen im Gefolge Iphigénies, Griechen): „Cruel! il fuit“ – „Non, non, nous ne souffrirons pas“ – (Presto, vivement); für Violinen I/II, Viola, Violoncello, Bass; zwei Oboen, zwei Fagotte; zwei Hörner

Szene 5
- Rezitativ (Clytemnestre, Iphigénie): „Osez mettre le comble à votre rage impie“
- Arie (Iphigénie): „Adieu, vivez pour Oreste“ – Lent et gracieux; für Violinen I/II, Viola, Violoncello, Bass; zwei Klarinetten; zwei Hörner
- Rezitativ und Chor (Clytemnsetre, Iphigénie, Frauen im Gefolge Iphigénies, Griechen): „Lui, par qui le couteau“ – „Non, non, nous ne souffrirons pas“ – Vevement; für Violinen I/II, Viola, Violoncello, Bass; zwei Oboen, zwei Fagotte; zwei Hörner
- Rezitativ (Iphigénie, Clytemnestre): „Vous entendez les cris“

Szene 6
- Rezitativ (Clytemnestre): „Dieux puissants que j’atteste“ – für Violinen I/II, Viola, Violoncello, Bass; zwei Oboen, zwei Fagotte; Bassposaune
- Arie (Clytemnestre): „Jupiter, lance la foudre“ – Allegro, vif; für Violinen I/II, Viola, Violoncello, Bass; zwei Oboen, zwei Fagotte; zwei Hörner
- Chor und Solo (Griechen, Clytemnestre): „Puissante déité, protège-nous toujours“ – Lentement; für Violinen I/II, Viola, Violoncello, Bass; zwei Flöten, zwei Oboen, zwei Fagotte

Szene 7
- Chor (Griechen): „Pour prix du sang“ – (Lentement); für Violinen I/II, Viola, Violoncello, Bass; zwei Flöten, zwei Oboen, zwei Fagotte

Szene 8
- Chor und Soli (zwei Griechen, Griechen, Iphigénie, Achille): „Fuyons, fuyons tous“ – Allegro, très animé; für Violinen I/II, Viola, Violoncello, Bass; zwei Flöten, zwei Oboen, zwei Fagotte; zwei Hörner

Szene 9
- Chor und Soli (Thessalier, Griechen, Clytemnestre, Achille, Iphigénie, Calchas): „O ma fille! Ah, seigneur!“ – für Violinen I/II, Viola, Violoncello, Bass; zwei Flöten, zwei Oboen, zwei Fagotte; zwei Hörner
- Rezitativ (Diane): „Votre zèle des dieux a fléchi la colère“ – (Allegretto); für Violinen I/II, Viola, Violoncello, Bass; zwei Flöten, zwei Oboen, zwei Fagotte; zwei Hörner
- Chor und Soli: „Adorons la clémence“ (Griechen, Calchas, Agamemnon, Iphigénie, Achille, Clytemnestre) – für Violinen I/II, Viola, Violoncello, Bass; zwei Oboen, zwei Fagotte
- Quartett (Iphigénie, Clytemnestre, Achille, Agamemnon): „Mon cœur ne saurait contenir“ – Sans lenteur; für Violinen I/II, Viola, Violoncello, Bass; zwei Fagotte; zwei Hörner
- Quartett (Iphigénie, Achille, Clytemnestre, Agamemnon): „Les dieux ont eu pitié“ – Andante, animé; für Violinen I/II, Viola, Violoncello, Bass; zwei Oboen, zwei Fagotte; zwei Hörner, zwei Posaunen; Pauken
- Chor (Griechen): „Jusques aux voûtes éthérées“ – Andante, animé; für Violinen I/II, Viola, Violoncello, Bass; zwei Oboen, zwei Fagotte; zwei Hörner, zwei Posaunen; Pauken

Anhang
- Anhang II. Air gai. Einschub nach Takt 159 (nach dem Erstdruck Paris 1774), erster Akt, Szene 5 – für Violinen I/II, Viola, Violoncello, Bass; zwei Oboen, zwei Fagotte; zwei Hörner
- Anhang II. Lento. Einschub nach Takt 159 (nach dem Erstdruck Paris 1774), erster Akt, Szene 5 – für Violinen I/II, Viola, Violoncello, Bass
- Anhang III. Solo (ein Grieche): „Qui pourra jamais“. Einschub nach Takt 276 (nach dem Erstdruck Paris 1774), erster Akt, Szene 5 – für Violinen I/II, Viola, Violoncello, Bass
- Anhang IV. (Allegro giusto) – Menuet I – Menuet II. Nach dem Chor „Non, jamais“ (nach dem Erstdruck Paris 1774), erster Akt, Szene 5 – für Violinen I/II, Viola, Violoncello, Bass; zwei Oboen, zwei Fagotte; zwei Hörner
  - Menuetto I; für Violinen I/II, Viola, Violoncello, Bass; zwei Klarinetten, zwei Fagotte
  - Menuetto II; für Violinen I/II, Viola, Violoncello, Bass; zwei Klarinetten, zwei Fagotte
- Anhang V. Grazioso – Air gai. Einschub nach Takt 320 (nach dem Erstdruck Paris 1774), erster Akt, Szene 5 – für Violinen I/II, Viola, Violoncello, Bass; zwei Klarinetten, zwei Fagotte
  - Air gai
- Anhang VII. Rezitativ (Iphigénie, eine Frau aus dem Gefolge): „Vous essayez en vain“ – „L’indomptable lion“ ab Takt 39 (nach dem Erstdruck Paris 1774 und der Quelle F-Pn, A 229a), zweiter Akt, Szene 1 – für Violinen I/II, Viola, Violoncello, Bass
- Anhang IX. Menuet im Anschluss an Takt 119 (nach der Quelle F-Pn, A 229a), zweiter Akt, Szene 3 – Animé; für Violinen I/II, Viola, Violoncello, Bass
- Anhang XI. Andante im Anschluss an Mouvement de Chaconne (nach der Quelle F-Pn, A 229a), zweiter Akt, Szene 3 – Andante; für Violinen I/II, Viola, Violoncello, Bass; zwei Oboen, zwei Klarinetten, zwei Fagotte
- Anhang XII. Chor: „La Grèce à peine“. Nach Takt 217 (nach dem Erstdruck Paris 1774), zweiter Akt, Szene 3 – (Allegro); für Violinen I/II, Viola, Violoncello, Bass; zwei Oboen; zwei Hörner
- Anhang XIII. Air gracieux: „Son front est couronné“ (une Grecque). Im Anschluss an XII (nach dem Erstdruck Paris 1774), zweiter Akt, Szene 3 – für Violinen I/II, Viola, Violoncello, Bass
- Anhang XIV. Passacaille et Gavotte. Im Anschluss an XIII (nach dem Erstdruck Paris 1774), zweiter Akt, Szene 3 – für Violinen I/II, Viola, Violoncello, Bass; zwei Oboen, zwei Fagotte; zwei Hörner
- Anhang XV. Rezitativ (Agamemnon) Takt 34–66 (nach dem Erstdruck Paris 1774), zweiter Akt, Szene 7
- Anhang XVII. Rezitativ (Calchas) Takt 17–61 (nach dem Erstdruck Paris 1774), dritter Akt, Szene 9
- Anhang XVIII. 1er Air: Amabile moderato. Divertissement nach dem 3. Akt (nach dem Erstdruck Paris 1774) – Amabile moderato / Gracieux; für Violinen I/II, Viola, Violoncello, Bass; zwei Flöten, zwei Oboen, zwei Fagotte; zwei Hörner
- Anhang XVIII. 2e Air: Gracieux sans lenteur. Divertissement nach dem 3. Akt (nach dem Erstdruck Paris 1774) – für Violinen I/II, Viola, Violoncello, Bass; zwei Oboen, zwei Fagotte
- Anhang XVIII. 4e Air: Gai. Divertissement nach dem 3. Akt (nach dem Erstdruck Paris 1774) – für Violinen I/II, Viola, Violoncello, Bass; zwei Oboen, zwei Fagotte; zwei Hörner
- Anhang XVIII. 5e Air: Tambourin. Divertissement nach dem 3. Akt (nach dem Erstdruck Paris 1774) – Gai; für Violinen I/II, Viola, Violoncello, Bass; zwei Fagotte; zwei Hörner
- Anhang XVIII. 6e Air: Mineur. Divertissement nach dem 3. Akt (nach dem Erstdruck Paris 1774) – für Violinen I/II, Viola, Violoncello, Bass; zwei Fagotte; zwei Hörner
- Anhang XVIII. 7e Air: Menuet gracieux. Divertissement nach dem 3. Akt (nach dem Erstdruck Paris 1774) – für Violinen I/II, Viola, Violoncello, Bass
- Anhang XVIII. 8e Air: 2e Menuet. Divertissement nach dem 3. Akt (nach dem Erstdruck Paris 1774) – für Violinen I/II, Viola, Violoncello, Bass; zwei Fagotte
- Anhang XVIII. Arie (eine Griechin): „Heureux guerriers“. Divertissement nach dem 3. Akt (nach dem Erstdruck Paris 1774) – für Violinen I/II, Viola, Violoncello, Bass; zwei Fagotte; zwei Hörner, zwei Posaunen; Pauken
- Anhang XVIII. Chaconne. Divertissement nach dem 3. Akt (nach dem Erstdruck Paris 1774) – für Violinen I/II, Viola, Violoncello, Bass; zwei Klarinetten, zwei Fagotte; zwei Hörner, zwei Posaunen; Pauken
- Anhang XVIII. Chor: „Partons, volons à la victoire“. Divertissement nach dem 3. Akt (nach dem Erstdruck Paris 1774) – für Violinen I/II, Viola, Violoncello, Bass; zwei Fagotte; zwei Hörner, zwei Posaunen; Tamburo

## Werkgeschichte
Iphigénie en Aulide ist die erste von sechs Opern, die Christoph Willibald Gluck mit der Pariser Operndirektion vereinbart hatte. Die Pariser Zeit Glucks war eine Zeit des heftigen öffentlichen Streits zwischen Anhängern der italienischen und der französischen Oper, wobei die „Franzosen“ den Reformierer Gluck als ihren Vertreter vereinnahmten, obwohl dieser bis dahin gerade mit Opern im italienischen Stil besonders erfolgreich gewesen war. Gluck selbst nahm an dieser Grundsatz-Auseinandersetzung niemals aktiv teil.
Die Probenarbeit für die Uraufführung nahm Gluck, wie gewohnt, sehr ernst. Dabei mussten sich die französischen Künstler erst an den harten Ton des selbstbewussten deutschen Komponisten gewöhnen, der mit Kritik an Darstellung, Gesang und Orchester nicht sparte. Johann Christian von Mannlich berichtet: „Ihre französische Eitelkeit war aufs äußerste verletzt durch alle diese Bemerkungen, die sie sich von einem deutschen Meister mußten sagen lassen […] Diese [Sänger und Musiker] hielten sich allen Ernstes für die ersten Virtuosen der Welt. Seine treue Begleiterin suchte bei diesen lärmenden Unterrichtsstunden, Proben genannt, seine Aufwallung und germanische Offenheit in den richtigen Schranken zu halten.“ Schließlich setzte sich Gluck bei den Künstlern durch.
Auch die operninteressierte Pariser Öffentlichkeit hatte von den Turbulenzen bei den Proben erfahren und so war das Interesse an der Uraufführung entsprechend groß. Die Aufführung wurde ein voller Erfolg, und Glucks Gönnerin Marie-Antoinette berichtete begeistert nach Wien: „man könne von nichts anderem mehr reden, man bekämpfe sich bei Hofe und in der Stadt um dieses Stückes willen, als ob es um eine religiöse Angelegenheit gehe.“